# Krchleby (hradiště)
Krchleby jsou pravěké hradiště u stejnojmenné vesnice u Staňkova v okrese Domažlice. Nachází se na vrchu Holubí hlava jeden kilometr severovýchodně od vesnice.

## Historie
Hradiště u Krchleb existovalo v pozdní době halštatské. Datování provedli Jaroslav Bašta a Dara Baštová na základě nálezů keramických střepů v roce 1988.

## Stavební podoba
Staveništěm hradiště se stala ostrožna nad soutokem dvou drobných potoků. Její příčné opevnění se dochovalo přibližně v délce 300 metrů. Tvoří je sestava dvou valů a čtyři metry hlubokého příkopu mezi nimi. Celková šířka opevnění je čtrnáct metrů. Vnější val je vysoký jeden metr, zatímco vnitřní val dosahuje výšky dva až tři metry.